# João Luís Monteiro de Barros
João Luís Monteiro de Barros (20 de dezembro de 1893 — fevereiro de 1948) foi um general brasileiro. Foi engenheiro do Exército Brasileiro, responsável pelo projeto de várias fortalezas e fortes como o Forte de Mambucaba no Guarujá-SP, bem como usinas hidrelétricas. Foi também professor do Instituto Militar de Engenharia. Foi filho do Marechal Eduardo Monteiro de Barros casado com Maria Luiza Monteiro de Barros (Abreu e Silva como solteira)e irmão dos Generais Manoel Monteiro de Barros, Gal. Eduardo Monteiro de Barros Junior e Gal. Pedro Luiz Monteiro de Barros.
Foi casado com Juracy Bastos de Campos, depois Juracy Campos Monteiro de Barros. Teve três filhas: Yedda Campos Monteiro de Barros (*5.07.1920), Avany Campos Monteiro de Barros (*09.03.1922) e Maria Campos Monteiro de Barros (*12.03.1924).
João Luís faleceu aos 55 anos, vítima de acidente automobilístico na Rio-São Paulo próximo a Seropédica no Rio de Janeiro, quando do retorno de suas Fazendas em Bananal, São Paulo